# Richie Moore
Richard L. Moore, detto Richie (Filadelfia, 1945), è un ex cestista statunitense, professionista nella ABA.

## Carriera
Venne selezionato dai Philadelphia 76ers al quinto giro del Draft NBA 1965 (40ª pick overall), dai New York Knicks al decimo giro del Draft NBA 1966 (85ª scelta assoluta) e dai San Diego Rockets al terzo giro del Draft NBA 1967 (29ª scelta assoluta).